# Обжиров, Анатолий Иванович
Анатолий Иванович Обжиров (11 февраля 1940, Усть-Катав Челябинской области, СССР — 6 января 2023, Владивосток, Россия) — советский и российский геолог и геохимик. Доктор геолого-минералогических наук, заведующий лабораторией газогеохимии  ТОИ ДВО РАН. Мастер спорта СССР по хоккею. Член Русского географического общества.

## Биография
Родился 11 февраля 1940 года в городе Усть-Катав Челябинской области. Окончил Томский политехнический институт им. С.М. Кирова, геолого-разведочный факультет (1958—1963). По окончании обучения получил диплом горного инженера-геолога по специальности «Поиск и разведка нефтегазовых месторождений».
В 1963—1968 годы — геолог в Приморском геологическом управлении, город Артём, Приморского края.
В 1968—1974 годы — старший геолог в тресте «Дальвостуглеразведка», г. Владивосток.
В 1974 году в МГРИ защитил кандидатскую диссертацию на соискание ученой степени кандидата геолого-минералогических наук на тему «Геологические особенности распределения природных газов угольных месторождений Дальнего Востока»  После защиты диссертации работал в Московском геолого-разведочном институте.
В 1974—1976 годы — главный геолог Чукотской геолого-разведочной партии, г. Анадырь.
В 1977—1979 годы — старший научный сотрудник ТОИ ДВО РАН.
В 1979 году в ТОИ ДВО РАН создал лаборатория газогеохимии и был её заведующим вплоть до 2017 года.
В 1996 году защитил докторскую диссертацию на тему «Газогеохимические поля и прогноз нефтегазоносности морских акваторий» в институте Геоинформсистем, г. Москва.
C 2005 года — руководитель отдела геологии и геофизики ТОИ ДВО РАН.
В 2009 году получил учёное звание профессора по специальности «Океанология».
В 2018 году создал новую лабораторию «Комплексные исследования окружающей среды и минеральных ресурсов» и стал её заведующим.
Умер во Владивостоке 6 января 2023 года после тяжёлой продолжительной болезни.

## Научная деятельность
Автор и соавтор 15 монографий, более 330 статей и патентов. Участник более 100 международных и всероссийских конференций, где выступал с пленарными докладами.
Разработал и применил новые методы для поисков газогидратов, месторождений нефти и газа на суше и море на основе комплекса геологических, газогеохимических, геофизических, гидроакустических, океанологических, батиметрических, микробиологических характеристик. По этому направлению получено более десяти патентов и авторских свидетельств, в том числе в рамках поиска нетрадиционных источников углеводородного сырья – газогидратов, угольного газа, углегазовых сланцев, биогаза, сланцевого газа, газа плотных коллекторов.
Разработал методы использования газогеохимических, геолого-геофизических индикаторов для картирования зон разломов, оценки их сейсмической активности, прогноза землетрясений и цунами, оценки поступления парниковых газов в атмосферу и определения их влияния  на глобальный процесс изменения климата, поиск аномальных полей роста микробов и развития биоты в воде и донных осадках, связанных с аномальным поступлением метана, в том числе в виде пузырей, по зонам разломов из недр к поверхности, осадков и воды в море, определении изменения экологического состояния окружающей среды.
Организатор и участник не менее 40-ка на море и множества полевых экспедиций, морских и сухопутных, охватывающих Сибирь и Дальний Восток. Многие из них в последние 20 лет его жизни выполнены в рамках крупных международных проектов. 
Среди них: 
- Курило-Охотский Морской Эксперимент (KOMEX, Россия-Германия, 1998—2004);
- Мультдисциплинарное изучение газовых сипов озера Байкал (MULTISGAS, Россия-Бельгия-Япония, 2002—2004);
- Газовые гидраты Охотского моря (CHAOS, Япония-Россия-Южная Корея, 2003—2006);
- Газовые гидраты Сахалинского склона (SSGH, Япония-Россия-Южная Корея, 2007—2017).

В результате экспедиционных исследований сделаны прогнозы нефтегазоносности в Восточно-Китайском, Южно-Китайском, Японском, Охотском и Беринговом морях и открыты газогидраты в Охотском море по газогеохимическим критериям.
Руководитель проектов представительных российских грантодателей: РФФИ, ДВО РАН, Президиума РАН, ФЦП Минобрнауки и других.
Эксперт научно-технической сферы ФГБНУ НИИ РИНКЦЭ.
Член редакционной коллегии научно-технического журнала о проблемах освоения Мирового океана "Подводные исследования и робототехника".

## Педагогическая деятельность
Создал на Дальнем Востоке России в 1968 году и бессменно руководил ею до конца жизни  школу фундаментальных и прикладных газогеохимических исследований в литосфере, гидросфере и приземной части атмосферы.
Руководитель 8 кандидатских и 2 докторских диссертаций.
Как приглашенный профессор работал в Национальном Тайваньском Университете (1993—1994), где вёл курс по газогеохимии.
С 2003 по 2011 годы — профессор ДВГТУ, читаемая дисциплина «Учение об атмосфере» на кафедре геофизики и экологии.
С 2012 года Председатель государственной аттестационная комиссии по защите диссертационных работ магистров ДВФУ.

## Награды, признание
- Член Географического общества России — с 1994 года.
- В 1996 году — медаль Профессорского клуба ДВО РАН.
- В 1999 году — медаль Приморского геологического управления.
- Диплом награды серебряной медалью На IX Московском международном салоне инноваций и инвестиций за разработку Комплексного метода поиска нефтегазовых месторождений и полей газогидратов. - 2008.
- Диплом награды серебряной медалью yа X Московском международном салоне инноваций и инвестиций за разработку вакуумно-акустической технологии добычи метана из угольных шахт и месторождений. - 2010.
- В 2012 году — лауреат премии РОСГЕО и РОСНЕДРА в области науки и инновационной технологии в геологическом изучении недр России в номинации «Введение инновационных технологий в проведении геологоразведочных работ» за работу «Исследование сырьевой базы и разработка инновационного освоения ресурсов метана угольных месторождений Дальнего Востока России».
- В 2013 году — диплом Международного форума «Интеллектуальная собственность – XXI век» за значительный личный вклад в процесс формирования, развития и охраны интеллектуального потенциала России.
- Диплом Международного конкурса «Национальная безопасность – 2013» и золотая медаль «Гарантия качества и безопасности» — за разработку инновационного метода извлечения угольного метана из горных выработок шахт и угольных пластов с целью его использования в качестве нетрадиционного углеводородного сырья.
- В 2021 году — медаль А. Нобеля Президиума РАЕ за вклад в развитие изобретательства[11].
- В 2021 году — медаль им. М.В. Ломоносова Европейского научно-промышленного консорциума и РАЕ за достижения в области фундаментальных и прикладных исследований.

## Семья
Жена Обжирова Наталия Петровна (1966—2023), химик по специальности.
Старший сын Евгений Анатольевич Обжиров окончил МФТИ, москвич, имеет сына Анатолия и дочь Антонину.
Младший сын Антон Анатольевич Обжиров — программист, работает в Лондоне в компании «Самсунг». Имеет дочь Лилю и сына.

## Память
Выставка, посвященная памяти А. И. Обжирова, организована в ТОИ ДВО РАН с 10 по 16 января 2023 года.

## Хобби, увлечения, гражданская позиция
Мастер спорта СССР по хоккею, играл за сборную Томской области по хоккею, которая участвовала в 1 группе первенства РФ, в зоне Урала и Сибири, нападающий. В марте 1963 года принял участие в Универсиаде, где дошёл до финала, за что по условиям соревнования присуждалось звание мастера спорта. В финальной игре получил травму колена, и, после заморозки, продолжал играть.
В 1964—1965 годах во Владивостоке играл в хоккей сначала в команде ТОФ, а потом в команде Дальнегорска играющим тренером. Чемпион края 1966 года, в играх на первенство края забил 8 шайб. Участник и победитель регионального турнира за выход в класс "Б" 1967 года.
Виртуоз игры на мандолине. В студенчестве играл в Томском оркестре народных инструментов.
Активно выступал с публикациями по защите национальной науки и образования.

### Монографии
- Обжиров А. И. Геологические особенности распределения природных газов на угольных месторождениях Дальнего Востока. - М.: Наука, 1979. - 72 с.
- А. И. Обжиров Газогеохимические поля придонного слоя морей и океанов/  Рос. АН, Дальневост. отд-ние, Тихоокеан. океанол. ин-т. - М.: Наука, 1993. - 136 с. - ISBN 5-02-002254-3
- Метанопроявления и перспективы нефтегазоносности Приморского края = Methane manifestations and oil-gas perspective of Primorski krai : монография / А. И. Обжиров и др.; отв. ред. А. И. Обжиров; Российская акад. наук, Дальневосточное отд-ние, Тихоокеанский океанологический ин-т им. В. И. Ильичева. - Владивосток: Дальнаука, 2007. - 165 с. - ISBN 978-5-8044-0756-9
- Перспективы добычи метана угольных месторождений Приморья / А. И. Обжиров и др.; Федеральное агентство по образованию, Дальневосточный гос. технический ун-т (ДВПИ им. В. В. Куйбышева). - Владивосток: Изд-во ДВГТУ, 2008. - 107 с. - ISBN 978-5-7596-1075-5
- Газогеохимическое районирование и минеральные ассоциации дна Охотского моря = Gasgeochemical zoning and floor mineral associations of the Sea of Okhotsk / А. И. Обжиров, Н. В. Астахова, М. И. Липкина и др.; Рос. акад. наук. Дальневост. отд-ние. Тихоокеан. океанол. ин-т. - Владивосток: Дальнаука, 1999. - 180 c. - ISBN 5-7442-1062-8
- Мониторинг метана в Охотском море = Methane monotoring in the Sea of Okhotsk / Рос. акад. наук. Дальневост. отд-ние. Тихоокеан. океанол. ин-т им. В.И. Ильичева, Мор. исслед. центр ГЕОМАР, г. Киль, Германия; Отв. ред.: А.И. Обжиров и др. - Владивосток: Дальнаука, 2002. - 247 с. - ISBN 5-8044-0242-0
- Г. И. Мишукова, А. И. Обжиров, В. Ф. Мишуков Метан в пресных и морских водах и его потоки на границе вода-атмосфера в Дальневосточном регионе = Methane contents in fresh and sea waters and it's fluxes on border of water-atmosphere at Far eastern region of Asia; Российская акад. наук, Дальневосточное отд-ние, Тихоокеанский океанологический ин-т им. В. И. Ильичева. - Владивосток: Дальнаука, 2007. - 157 с. - ISBN 978-5-8044-0714-7
- А. И. Гресов, А. И. Обжиров, Р. Б. Шакиров Метаноресурсная база угольных бассейнов Дальнего Востока России и перспективы ее промышленного освоения = Methane resources of coal basins in the Far East of Russia and their industrial development perspectives; Российская акад. наук, дальневосточное отд-ние, Тихоокеанский океанологический ин-т им. В. И. Ильичева. - Владивосток: Дальнаука, 2009. - 240 c. - ISBN 978-5-8044-1028-6

### Статьи
- Sokolova, N. L., Telegin, Y. A., Venikova, A. L., Obzhirov, A. I. Gas Geochemical Studies of the Dagi Gas-Hydrothermal Vents on the East Coast of Sakhalin Island //Russian Journal of Pacific Geology. – 2022. – Т. 16. – № 5. – С. 503-509.
- Обжиров А. И. и др. Газогеохимические исследования как метод поиска газогидратов и выявления залежей углеводородов //География и природные ресурсы. – 2022. – Т. 43. – № 1. – С. 132-139.
- Snyder G.T., Yatsuk A.V., Takahata N., Shakirov R.B., Tomaru H., Tanaka K., Obzhirov A.I. et al. Ocean Dynamics and Methane Plume Activity in Tatar Strait, Far Eastern Federal District, Russia as Revealed by Seawater Chemistry, Hydroacoustics, and Noble Gas Isotopes //Frontiers in Earth Science. – 2022. – Т. 10. – С. 825679. - doi.org/10.3389/feart.2022.825679
- Карасева Н. П., Ганцевич М. М., Обжиров А. И., Шакиров Р. Б., Старовойтов А. В., Смирнов Р. В., Малахов В. В. Сибоглиниды (Annelida, Siboglinidae) как возможные индикаторы углеводородов на примере Охотского моря // Доклады Академии наук, 2019, том 486, № 1, с.127-130.
- Шакиров, Р. Б., Обжиров, А. И., Шакирова, М. В., & Мальцева, Е. В. О газогидратах окраинных морей Восточной Азии: закономерности генезиса и распространения (обзор) //Геосистемы переходных зон. – 2019. – Т. 3. – №. 1. – С. 65-106.
- Обжиров А.И., Пестрикова Н.Л., Мишукова Г.И. и др. Распределение содержания и потоков метана на акваториях Японского, Охотского морей и Прикурильской части Тихого Океана// Метеорология и гидрология, 2016, № 3, С. 71-81
- Обжиров А.И., Болобан А.В., Веникова А.Л. Газогеохимические исследования и робототехника в инженерном проектировании на морском дне //Подводные исследования и робототехника. – 2016. – № 1. – С. 66-71.
- Mishukova G.I., Mishukov V.F., Obzhirov A.I. et al. Peculiarities of the distribution of methane concentration and methane fluxes at the water-air interface in the Tatar strait of the Sea of Japan//  Russian Meteorology and Hydrology, 2015, Т. 40, № 6, С. 427-433
- Обжиров А.И., Телегин Ю.А., Болобан А.В. Потоки метана и газогидраты в Охотском море// Подводные исследования и робототехника, 2015, № 1 (19), С. 56-63
- Мишукова Г.И., Мишуков В.Ф., Обжиров А.И. и др. Особенности распределения концентрации метана и его потоков на границе раздела вода - атмосфера на акватории Татарского пролива Японского моря// Метеорология и гидрология, 2015, № 6, С. 89-96.
- Акуличев В.А., Шакиров Р.Б., Обжиров А.И. и др. Аномалии природных газов в заливе Тонкин (Южно-Китайское Море)// Доклады Академии наук, 2015, Т. 461, № 1, С. 53
- Обжиров А.И. Особенности обучения геологии в Томском политехническом институте г. Томск и некоторые результаты исследований: Евразийское Научное Объединение. 2015. Т.2. № 3(3). С. 172-178
- Обжиров А.И. Геология в системе современной науки и образования// Перспективы развития науки и образования. Сборник научных трудов по материалам Международной научно-практической конференции. Тамбов, 2014. С. 43-51
- Обжиров А.И. Взаимосвязь традиционных и нетрадиционных ресурсов углеводородов //   Георесурсы, геоэнергетика, геополитика, 2014, № 2 (10), С. 14
- Акуличев В.А., Обжиров А.И., Шакиров Р.Б. и др. Условия формирования газогидратов в Охотском море Доклады Академии наук, 2014, Т. 454, № 3, С. 340.  Версии:    Akulichev V.A., Obzhirov A.I., Shakirov R.B., Maltseva E.V., Gresov A.I., Telegin Yu.A. CONDITIONS OF GAS HYDRATE FORMATION IN THE SEA OF OKHOTSK Doklady Earth Sciences. 2014. Т. 454. № 1. С. 94-96.
- Обжиров А.И. Увеличение газовой составляющей при сейсмо-тектонической активизации и участие газа в возникновении землетрясений (Охотское море) // Тихоокеанская геология, Том 32, № 2, 2013, С.86-89
- Обжиров А.И. Увеличение газовой составляющей при сейсмо-тектонической активизации и участие газа в возникновении землетрясений (Охотское море) //  Тихоокеанская геология, 2013, Т. 32, № 2 (2), С. 86-89.
- Обжиров А.И. Основные результаты комплексных исследований в международной научной экспедиции в Охотском и Японском морях, август 2012 //Тихоокеанская геология, 2013, Т. 32, № 6, С. 112.
- Обжиров А.И., Телегин Ю.А. Метан нефтегазсодержащих пород – основной источник формирования газогидратов в Охотском море // Газохимия. 2011. № 1. С. 44-49
- Пестрикова Н.Л., Обжиров А.И. Распределение метана и газогидратов на Сахалинском восточном склоне Охотского моря // Подводные исследования и роботехника. 2010. № 1. С. 65-71.
- Шакиров Р.Б., Обжиров А.И. Морфотектонический контроль потоков метана в Охотском море // Подводные исследования и робототехника. 2009. № 1. С. 31-39.
- Obzhirov A., Shakirov R., Salyuk A., et al. Relations Between Methane Venting, Geological Structure and Seismo-Tectonics in the Okhotsk Sea // Geo-Marine Letters. Volume 24, N 3, 2004. P.135-139.

### Патенты
- Обжиров А.И., Тагильцев А.А. Пат. 2386015 РФ. Технологический комплекс для разработки газогидратных залежей в открытом море: № 2008149316/03; Заявл. 15.12.2008; Опубл. 10.04.2010
- Обжиров А.И. Способ прогноза залежей углеводородов. Патент: RU 2359290 C1 Россия, 2009.
- Жуков А. В., Звонарев М. И., Обжиров А. И. ОПРЕСНИТЕЛЬНАЯ УСТАНОВКА. №2 380 320, 2010. -  27.01.2010 Бюл. № 3.

### Публицистика
- Обжиров А. И. Ледовая экспедиция в Охотское море //Природа, 2022, № 4, С. 60-63.
- Обжиров А. И. Геологические рассказы. Российский путь в современной науке //Евразийское Научное Объединение. – 2021. – № 2-6. – С. 444-453.
- Обжиров А. И. Углекислый газ, метан и детективные истории //Природа. – 2014. – № 12. – С. 57-60.